# Sulla mia pelle (ATPC)
Sulla mia pelle è un singolo del gruppo musicale italiano ATPC, pubblicato nel 1998 come primo estratto dal secondo album in studio Anima e corpo.

## Descrizione
Il brano ha visto la partecipazione vocale dell'allora esordiente cantautore italiano Tiziano Ferro. L'artista ne ha in seguito realizzato una cover per la sua raccolta TZN - The Best of Tiziano Ferro del 2014.

## Tracce
Testi e musiche di Filippo Brucoli e Gianluca Correggia.
- Lato A

1. Sulla mia pelle – 4:16
2. Non gioco più – 4:14
3. Se vuoi testare (clandestina) – 3:10

- Lato B

1. Sulla mia pelle (Strumentale) – 4:16
2. Non gioco più (Strumentale) – 4:14
3. Non gioco più (Accappella) – 4:14